# 세종특별자치시의 역사
세종특별자치시의 역사는 아래와 같이 다룬다.

## 2002년 ~ 2003년
- 9월 30일 : 노무현 대통령 후보, 민주당 중앙선거대책위원회  출범식에서 “한계에 부딪힌 수도권 집중을 억제하고 낙후된 지역경제 해결을 위해 충청권에 행정수도를 건설하겠다.”는 충청권 행정수도 공약을 발표[1][2][3]
- 4월 14일 : 신행정수도건설추진기획단·지원단 발족
- 7월 21일 ~ 8월 11일 :신행정수도특별조치법(안) 입법예고
- 12월 29일 :신행정수도특별조치법(안)이 국회 본회의에서  가결 (여야합의.찬성167,반대13,기권14)

## 2004년
- 1월 16일 :신행정수도특별조치법 포함 3대 특별법 공포 - 법률 제7062호
- 1월 19일 ~ 2월 9일 :신행정수도특별조치법 시행령 입법예고
- 4월 10일 :신행정수도특별조치법 시행령 공포(대통령령 제18364호)
- 4월 17일 :신행정수도특별조치법 시행
- 5월 21일 :신행정수도건설추진위원회 출범 및 현판식, 김안제 초대 위원장 취임, 제1차 추진위 본회의 개최, 추진위 운영규정안 확정
- 7월 12일 :신행정수도특별법 헌법소원 제기
- 8월 10일 :주요 국가기관(행정부) 이전계획 확정·고시(추진위 고시 제2004-2호)신행정수도 건설기본계획 확정·고시(추진위 고시 제 2004-3호)
- 8월 11일 :추진위 제6차 본회의 개최신행정수도 건설 최종 입지 확정 (연기·공주 지역으로 결정)
- 10월 21일 :헌법재판소 특별조치법 헌법소원 위헌판결 선고
- 10월 21일 :정부, 성명 발표
- 11월 15일 :신행정수도후속대책위원회 설치규정 제정
- 11월 18일 :신행정수도후속대책위원회 발족 및 1차회의

## 2005년
- 2월 23일 :국회 특위 7차 회의 개최 : 12부4처2청으로 부처이전범위 최종 합의 특별법 건교위 의결
- 3월 2일 :국회 본회의 행정중심복합도시건설특별법 의결
- 3월 18일 :행정중심복합도시건설특별법 공포
- 4월 7일 :행정중심복합도시건설추진위원회 출범 및 1차 회의
- 5월 24일 :예정지역, 주변지역 및 사업시행자 지정·고시
- 5월 26일 :기본계획 연구용역 착수
- 5월 24일 ~ 8월 31일 :보상을 위한 기본조사 착수
- 6월 15일: 최상철 교수 등 222명의 행정도시법 헌법소원 제기
- 10월 5일:중앙행정기관 등의 이전계획 수립·고시
- 11월 21일 :건설청 직제안 국무회의 의결
- 11월 24일 :행정중심복합도시건설특별법 헌법소원 각하 결정 (7:2)
- 12월 20일:행정중심복합도시 건설을 위한 예정지역 보상 착수

## 2006년
- 1월 1일  : 건설교통부 외청으로 행정중심복합도시건설청 출범
- 1월 24일 : 2006년도 제1차 행정도시추진위원회 개최
- 5월 3일 :  건설기본계획(안) 발표
- 7월 27일 ~ 9월 30일 : 행정도시 도시명칭제정 국민공모
- 7월 31일 : 행정도시 건설기본계획 확정
- 9월 28일 : 행정중심복합도시 건설 홍보관 전면 개관
- 11월 29일 : 행정중심복합도시 개발계획 확정
- 12월 1일 : 행정중심복합도시건설특별법 개정안 국회 본회의 의결
- 12월 21일 : 제5차 행정도시건설 추진위원회 개최, 행정중심복합도시 도시명칭 '세종시'로 확정

## 2007년~2008년

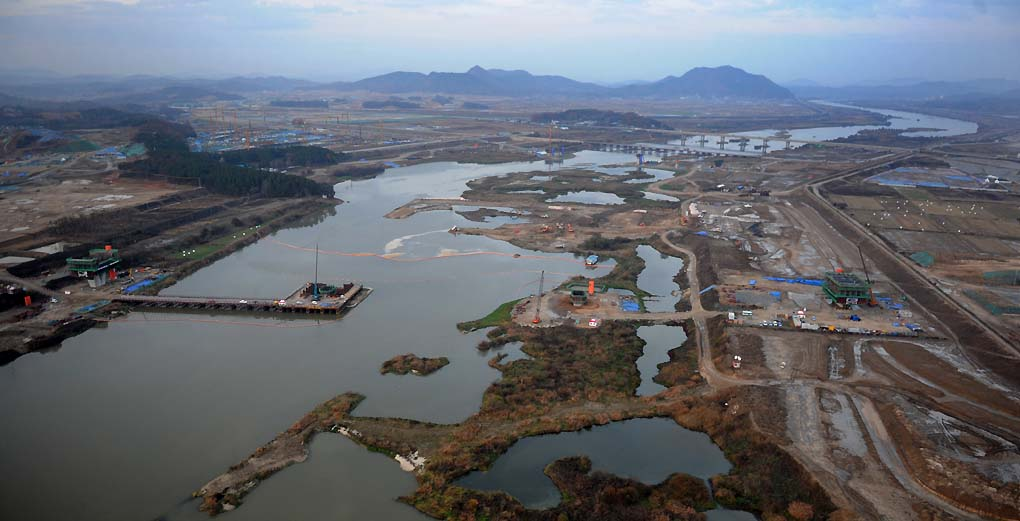
금남보 건설 현장

- 3월 27일 :특별법 시행령 개정(안) 공포
- 7월 20일 :행정중심복합도시 기공식 개최
- 8월 22일 :세종시 설치법률안 주민설명회 개최
- 12월 11일 ~ 12월 12일 : 행정도시건설 사업관리를 위한 워크샵 개최
- 12월 12일 : 도시계획기준안 주민설명회 개최
- 2월 29일 : 행정도시 특별법 개정- 지방자치단체 사무 이관- 행정도시 주변지역에서 단독주택의 신ㆍ증축 규제 완화 정부조직법 개정에 따른 중앙행정기관의 명칭 변경
- 11월 26일 :「행정도시건설 특별법 시행령」개정안 공포ㆍ시행

## 2009년
- 2월 26일 : 행정도시 관련 헌법소원 선고(헌재)- 행정도시건설특별법상 예정지역 지정관련 조항(제11조제2항)은 '합헌', 토지등수용관련 조항(제24조제2항)은 '각하'로 선고
- 3월 30일 : 첫마을 건축공사 착공
- 6월 12일 : 금강살리기 선도사업 착공식 개최
- 9월 3일 : 정운찬 국무총리(당시 내정자) "세종시는 경제학자인 내 눈으로 볼 때 효율적인 모습은 아니다. 계획을 발표했기 때문에 원점으로 돌릴 수는 없지만 원안대로 추진하지는 못할 것"이라고 발언(서울대학교 기자간담회)
- 10월 17일 : 이명박 대통령, "국가백년대계를 위한 정책의 적당한 타협은 없다" 발언
- 10월 20일 : 강영훈 등 보수 성향의 시민단체 '나라의 장래를 걱정하는 원로들' 93명 기자회견 열고 "수도 분할로 생기는 비효율을 막아야 한다"며 세종시 정부기관 이전 계획 폐지 촉구
- 10월 21일 : 한나라당 박근혜 전 대표, "세종시 보탤 것 뺄 것 없이 원안대로" 발언
- 10월 23일 : 박근혜 "수정이 필요하다면 원안에다 플러스 알파(+α)가 돼야 한다"며 원안 고수 입장을 확고히 했다.[4]
- 10월 30일 : 정운찬 국무총리가 취임 이후 처음으로 세종시를 방문했다. 충남 연기군 소재 행정중심복합도시건설청의 밀마루 전망대를 찾아 정진철 청장에게 세종시 건설 추진 현황을 보고받고 건설 현장을 둘러봤다. 그는 "아름다운 금강이 지나가고 기업이 입주하기 아주 좋은 곳이어서 자족도시를 만들기 좋다"면서 "훌륭한 입지를 갖춘 곳을 세계적인 명품도시로 만들어야겠다는 막중한 책임감을 느꼈다"고 말했다. 이날 정 총리의 방문 소식을 들은 주민 60여명은 전망대로 가는 길목에서 '수도권 공화국 철회하고 행정도시 정상 추진하라'는 현수막을 내걸고 피켓 시위를 벌이기도 했다.[5]
- 11월 4일 : 정운찬 국무총리가 기자회견을 갖고 '세종시 로드맵'을 제시했다. 민관합동위원회를 가동해 11~12월 여론 수렴 등 공론화 절차를 거친 뒤 2010년 1월 최종적인 정부안을 제시하겠다는 것이 로드맵의 골자이다. 정 총리는 "현재의 계획으로는 세종시가 50만 인구가 어울려 살 수 있는 자족도시로 발전할 수 없다는 점은 분명하다"며 '자족기능 부족'을 문제점을 강조했다. "서울로 자주 다녀야하는 공무원은 물론 행정수요자인 국민의 어려움이 한두 가지가 아니다"라며 '행정비효율'도 지적했다. 또한 "통일을 대비하더라도 많은 문제가 있다. 사실상 수도가 세 곳이 되거나 세종시를 다시 이전해야 하는 상황이 불거질 것"으로 '통일 대비'의 문제를 우려했다. 이 로드맵은 이명박 대통령이 과거 서울시장 시절 '행정도시 반대 운동'에서 빼들었던 카드들을 그대로 답습하였다. 세종시를 자족이 가능한 첨단복합도시 기업도시로 만들되, 행정도시로서의 기능은 축소한다는 의지를 내비친 것으로 해석된다.[6][7]
- 11월 7일 : 자유선진당 이회창 총재는 이명박 정부의 세종시 수정안에 대하여 "이명박 대통령이 행정중심복합도시(세종시)를 수정 추진하려는 것은 4대강 정비 사업에 돈을 퍼붓기 위한 것" 이라고 주장[8]
- 11월 11일 : 한나라당 친이-친박계 간 세종시 논쟁 서로 잠정중단[9]
- 11월 13일 : 권태신 국무총리실장은 "사실상 수도분할에 따른 부작용을 방지하기 위해서도, 행정중심에서 기업중심으로 도시개념을 바꾸기 위한 목적을 위해서도 세종시법 개정은 불가피하다."라고 발언해 야당과 충청권의 반발[10]
- 11월 27일 : 이명박 대통령은 ‘대통령과의 대화’에서 "지난 2007년 대선 당시 원안 추진을 공약했던 점을 시인하고, 사회 갈등과 혼란을 가져온데 대해 죄송하다"고 사과했다. 그러나 세종시의 수정 방침을 분명히 했다. "세계 어떤 나라도 수도 분할하는 나라는 없다"면서 "저 하나가 좀 불편하고 정치적으로 손해를 보더라도 이것은 해야 하지 않겠느냐"라는 논리를 폈다. 대통령이 대국민 사과와 함께 세종시 수정방침을 공식 표명함으로써 중대 전환점을 맞게 됐다.[11]
- 11월 28일 : 정운찬 국무총리는 세종시를 방문하여 "정부는 결코 세종시를 축소하거나 백지화하려는 것이 아니다"고 밝혔다. '행정도시사수연기군대책위원회' 주민들은 행복청 입구에서 규탄대회를 열어 반발했다. 주민들은 이명박 대통령과 정운찬 총리, 한나라당 화형식과 함께 "정운찬을 때려잡고, 이명박 대통령을 탄핵하자" 등의 구호를 외쳤다. 정 총리와 민관합동위 위원들이 탄 버스는 행복청 입구에서 주민들이 던진 계란과 캔음료병을 수 차례에 맞았다. 충돌을 우려하여 경찰이 동원되기도하였다.[12]
- 12월 3일 : 이명박 대통령은 박형준 정무수석을 보내 마지막까지 극구 만류했으나 이완구 충남 도지사는 정부의 세종시 수정 방침에 반발하여 사퇴했다.[13] 강태봉 의장 등 한나라당 소속 충남도의원 전원(20명)은 이완구 지사를 따라 동반 사퇴하겠다는 입장을 밝혔다.[14]

## 2010년~2011년
- 1월 5일 정부가 세종시의 자족기능 보완을 위해 마련한 '인센티브' 제공 방안은 크게 맞춤형 토지공급, 세제·재정지원, 규제개선 3가지로 요약된다.[15] 세종시 수정안의 인센티브 내용과 유치가 확실시 되고 있는 기업 이름 등이 거론되자 전국의 지자체가 반발하고나섰다. 지방 자치단체별로 추진 중인 첨단복합단지, 산업단지, 기업도시, 혁신도시 등이 무산될 수 있다는 위기감 때문이다. 경기도, 경북, 전남, 대구 등 각 자치단체장들은 '세종시 역차별', '기업 블랙홀'이라고 반발하고 나섰다.[16] 이에 이건희 전 회장의 단독 특별사면에 관한 삼성빅딜 의혹이 제기되었다.[17] 정부가 세종시 수정안을 실행할 경우 대구경북이 가장 큰 피해를 입게 될 것이라는 위기감이 확산되면서 한나라당 지역 정치권이 우려의 목소리를 높이고 있다.[18]

- 1월 8일 야권은 정부가 구상하는 신(新) 세종시를 '기업 특혜도시'로 규정하고 수정안 발표를 중단하라고 요구했다. 전국의 혁신도시 역차별 문제를 집중 부각했다.[19]

- 1월 11일 정부는 행정부처의 세종시 이전계획을 전면 백지화, 세종시 개념을 행정중심복합도시에서 교육과학중심 경제도시로 전환한 세종시 수정안을 발표했다.[20]

- 1월 12일 박근혜는 원안고수 입장을 재차 강조하며 "국민과의 약속을 어기고 신뢰만 잃었다" 발언[21] 한나라당 친박계 의원들을 비롯한 야당들이 이에 대해 강력하게 반발하며 정운찬 총리 해임안을 제출하는 방안을 검토하는 등 전면전을 선포하였다.[22]

- 1월 17일 정운찬 총리 "행정부처가 오면 나라가 거덜 날지도 모른다" 발언 논란[23]

- 1월 20일 신동아는 2월호에서 '세종시 계획이 원안대로 추진된다고 하여도 삼성을 비롯한 주요 기업들이 세종시로 이전할 계획에 있었다'는 문건을 공개하여 논란이 불거졌다.[24] 정운찬총리가 세종시수정안에 대한 반대여론을 잠재우기위해 대구경북지역을 방문했다. 정부의 세종시 수정안 발표 후 충청지역 방문은 수차례 있었으나 대구경북지역 방문은 이번이 처음이다.[25][26]

- 1월 25일 충청지역 교수 300여명이 '지역균형발전에 역행하는 세종시 수정안을 반대한다'는 선언제안문을 발표했다.[27]

- 2월 5일 박근혜의 세종시 수정안 반대론에 대해 정운찬 총리를 비롯한 정부 고위 관계자들과 친이계 의원들이 공격에 가세하면서 대립이 극화되던 가운데 정운찬은 박근혜를 가리켜 "조직의 보스"라는 표현을 사용해 물의를 빚었다.[28] 이를 계기로 야당이 추진했던 정운찬 총리 해임안에 대해 여당 내 일부 친박계 의원들이 찬성한다는 입장을 밝히자 친이계 의원들은 "총리 해임안에 찬성하는 것은 분당하자는 것"이라며 격앙된 반응을 보이며 분당 가능성이 본격적으로 대두되는 등 계파간의 대립이 극화되었다.[29][30] 세종시 수정안을 둘러싸고 한나라당의 주류인 친이계 핵심인사들이 정부과천청사등 박정희 전 대통령을 비판하는 발언을 잇달아 가세하고있다.[31]

- 2월 9일 이명박대통령이 세종시 수정안에 대해서 친박계의 반발이 사그라들지 않자 "세계와의 전쟁에서 이기려면 힘을 모아야 한다"면서 "우리끼리 싸울 시간도 없고 여력도 없다. 잘되는 집안은 강도가 오면 싸우다가도 멈추고 강도를 물리치고 다시 싸운다. 강도가 왔는데도 너 죽고 나 죽자 하면 둘 다 피해를 입을 수밖에 없다"며 '강도론'에 비유하였다. 하지만 박근혜는 다음날 "집안에 있는 한 사람이 마음이 변해가지고 갑자기 강도로 돌변하면 그때는 또 어떻게 해야 하느냐"며 이명박의 발언을 정면으로 반박하여 이명박-박근혜간의 직접적인 의견 차이가 또 다시 확인되었다.[32]

- 2월 11일 청와대는 박근혜에게 공식적인 사과를 요구했다. 이동관 청와대 홍보수석은 이날 오전 이례적으로 공식브리핑을 통해 박 전 대표의 발언을 '실언'으로 규정하고, "최소한 대통령에 대한 기본적 예의를 지켜야 한다" 면서 적절한 해명을 요구했다. 또 "박 의원측이 선후관계도 제대로 파악하지 않은 채 이 대통령을 폄하하는 발언을 하고, 뒤늦게 측근을 통해 '원론적 발언'이었다고 해명한 것은 책임 있는 태도가 아니다" 라고 비판했다. '강도론'은 이명박 대통령이 2007년 대선후보 경선 때부터 당내 화합을 강조하면서 수없이 했던 발언이라는 사실도 거듭 강조했다. 이에 대해 박 전 대표는 "그 말이 문제가 있으면, 문제 있는 대로 처리하면 될 것 아니냐"며 자신의 발언에 문제가 없다는 뜻을 밝혀 청와대의 사과요구를 사실상 거절했다.[33]

- 2월 25일 김영삼 전 대통령은 세종시 수정안 논란과 관련, 조속한 시일 내로 국민투표를 실시할 것을 제안했다. 특히 "박정희 전 대통령은 집권 18년간 장기집권 등을 위해 네 번이나 국민투표를 악용했지만 세종시 문제는 그것과 전혀 다른 차원"이라고 말해 박근혜를 겨냥하는 듯한 발언을 했다. 이어 "수정안에 대한 건강한 토론마저 거부되고 있다"며 "민주주의의 기본원칙인 다수결이 지켜지지 않고 있다"고 말해 친박근혜계를 비판했다. 그러나 이명박 대통령이 세종시 수정안과 관련, 국민에게 사과한 것을 두고 "대단한 용기요 결단이었다"고 평하며 수정안에 힘을 실어줬다.[34]

- 2월 28일 청와대는 세종시 문제와 관련, "지금처럼 아무런 결론을 못 내리고 계속 흐지부지하면 적절한 시점에 중대 결단을 내릴 수도 있을 것"이라면서 "만약 중대 결단을 내리게 되면 세종시 수정안이 되는 방향으로 할 것"이라고 밝혔다. 중대결단과 관련 "아직 구체적으로 정해진 것은 없다"면서 "절차적으로 추진할 것"이라고만 설명했다. 중대 결단에 대한 고려는 "한나라당 중진협의체가 세종시 당론결정과 관련한 결론을 내놓은뒤에 할 것"이라고 말했다. 이는 이번주부터 가동될 중진협의체에서도 결론이 내려지지 않을 경우 세종시 문제를 국민투표에 부치겠다는 뜻을 시사한 것으로 유력하다. 그러나 여권은 국민투표에 회부할 경우, 이 대통령에 대한 중간평가로 변질될 수 있다는 점에서 세종시 수정안 국민투표 실시에 부정적인 기류가 형성돼 있다. 청와대 관계자의 중대결단 언급은 세종시 수정안에 대한 당론변경에 응하지 않고 있는 당내 친박계에 대한 압박용이라는 해석도 있다.[35][36]

- 5월 14일 정운찬 총리 "나도 충청도에 살았다면 세종시 수정안에 반대했을 것"이라는 발언[37]

- 5월 26일 세종시 수정안을 지지해온 '충청 르네상스21'은 기자회견을 열어 "이명박 정부의 지시에 따라 세종시 수정안 찬성여론을 조성하기 위해 급조된 단체"라고 폭로[38]

- 6월 5일 건설청 관계자들중 5급 이상 간부 50여명에게 1인당 주변지역 이장 5명씩 '세종시 수정안을 설득하라'고 지시했다는 증언이 나옴[39]

- 6월 22일 국회 국토해양위원회는 전체회의를 열어 세종시 수정 관련 4개 법안에 대한 축조심의를 거쳐 찬반 기립하는 형식으로 표결에 부쳐 모두 부결시켰다. 이날 부결된 법안은 1.신행정수도 후속대책을 위한 연기.공주지역 행정중심복합도시 건설을 위한 특별법 전부 개정안 2.공공기관 지방이전에 따른 혁신도시 건설 및 지원에 관한 특별법 일부 개정안 3.산업입지 및 개발에 관한 법률 일부 개정안 4.기업도시개발 특별법 일부 개정안이다. 국토위 재석 의원 31명 중 한나라당 소속 송광호 위원장이 기권한 가운데 이뤄진 표결에서 세종시 수정안의 모법이라 할 행복도시건설특별법 전부 개정안은 찬성 12, 반대 18, 기권 1인으로, 나머지 3개 부수 법안은 반대 29, 기권 2인으로 부결 처리됐다. 그러나 한나라당내 친이계는 `상임위 부결 의안도 의원 30인의 요구가 있을 때에는 본회의에 부의할 수 있다'는 국회법 87조를 들어 수정안의 본회의 부의를 추진하겠다는 입장이다.

- 6월 29일 세종시 수정안이 국회 본회의에서 부결되었다.

- 11월 29일 제294회 국회(정기회) 제8차 행정안전위원회에서 법안심사소위원회의 의견을 받아들여 위원회 대안(법적 지위는 특별자치시, 관할구역은 청원군 강내면 3개리 제외)을 제안하기로 의결.[40]

- 12월 21일 세종시의 법적 지위와 관할구역 등을 담은 '세종특별자치시 설치 등에 관한 특별법' 제정 공포안이 국무회의를 통과[41] 하여 12월 27일 공포되었으며, 2012년 7월 1일 시행될 예정이다. 세종시의 선출직 공무원 선출에 대해서도 규정하고 있는데 시장과 교육감은 그 직전에 시행되는 국회의원의 임기만료에 따른 선거(대한민국 제19대 총선)에 교육감과 시장을 선거하도록 되어 있고, 지방의원은 2014년까지는 따로 선출하지 않도록 되어 있다.

- 3월 31일 국무총리실이 '세종특별자치시 설치등에관한특별법' 제8조의 규정에 따라, '세종특별자치시지원위원회'를 공식 출범시켰다.[42]

- 12월 26일 주민들의 첫 입주가 시작되었다. 주요 간선도로 12.6km중 4.1km가 우선 개통되었다.

## 2012년
- 대한민국 제19대 총선에서 광역 자치 단체인 세종시 단독 선거구를 배정하지 않은 것에 따라 논란이 되었으나,[43][44] 2월 27일 세종시에 단독 선거구를 설치하는 법안이 국회를 통과했다.[45] 2월 28일 국무회의에서 통과되어[46] 2월 29일 관보에 게재됐다.
- 2012년 4월 11일 세종특별자치시의 교육감, 시장, 국회의원을 선출하는 선거에서 다음과 같은 대표자가 선출되었다.
  - 국회의원 : 민주통합당 이해찬
  - 시장 : 자유선진당 유한식
  - 교육감 : 신정균
- 2012년 7월 1일 세종특별자치시 승격 변경
- 2012년 7월 1일 세종특별자치시 출범

- 2012년 9월 14일 총리실 이전 시작